# 古賀慶太
古賀 慶太（こが けいた、9月12日 - ）は、日本の俳優、声優、ナレーター。東京都出身。東京俳優生活協同組合所属。

## 人物
声種はバリトン。特技は声帯模写、落語、剣道（初段）。趣味・スポーツは野球観戦。
声優の滝口順平のものまねを得意としており、『ぴったんこカン・カン』や『とんねるずのみなさんのおかげでした』での『ぶらり途中下車の旅』のパロディでは、ナレーションを行なっている。また、『ぴったんこカン・カン』では滝口の死後に2代目ナレーションとして引き継ぐことになった。

## 出演
太字はメインキャラクター。

### テレビナレーション
- イシバシ・レシピ
- パンドラの秘宝
- 堂本兄弟
- ロシア語会話
- ふしぎワールド - 登場キャラクターの声も担当
- 名将の采配（2009年6月 - 7月・2010年7月 - 、NHK）
- イブニングワイド
- Nスタ（2011年1月頃 - 、木曜日のみ）
- ぴったんこカン・カン
- 追跡LIVE! Sports ウォッチャー（2016年4月2日 - 、土曜日・日曜日）
- 激録・警察密着24時!!（2016年11月20日、テレビ東京）
- BS世界のドキュメンタリー「"最後の革命家" ラウル・カストロ」（2022年10月12日、NHK BS1）
- 報道ステーション（2016年4月 - 、テレビ朝日）

### テレビアニメ
- もやしもん（2007年、学生1）
- 魔人探偵脳噛ネウロ（2008年、閣僚）
- ズーブルズ!（2012年、クマンパ・NA、ゴンザレス、カニデスラ、タコモンテ、シャーク団C）
- ウィッチウォッチ（2025年、夫マンのナレーション[2]）

### OVA
- 舞-乙HiME 0〜S.ifr〜（2008年、バクテンオー）

### Webアニメ
- Vie Durant（2003年） - アニメイトTV
- にゅーすのきほん（2009年、イタケ先生・サク） - Wiiの間

### ゲーム
- 龍が如く8外伝 Pirates in Hawaii（2025年）

### 舞台
劇団東京ルネッサンス
- 「ラブレター」（浅田次郎原作） - ナレーション
- 「角筈にて」（浅田次郎原作） - ナレーション
- 「黄昏のメルヘン」
- 「愛さずにいられない」

劇団ハコビヤ
- 「大和魂」
- 「燃えよペン」

### CM
- 『イオン サマービッグセール』